# Estrófades
Las islas Estrófades (en griego Στροφάδια; en latín Strophades; también islas Stamfani; Strivali) son dos pequeñas islas de Grecia en las islas Jónicas. Están situadas a 44 km al sureste de la isla de Zante y a 50 km de la península del Peloponeso. Administrativamente forman parte del municipio de la misma isla.
Al norte está la isla más pequeña llamada Arpyia (Άρπυια, 0.176 km²) y al sur Stamfani (Σταμφάνη, 1,18 km²) o Megalo Strofadi (Μεγάλο Στροφάδι). La isla más grande, Stamfani, está habitada por una sola persona, un monje que vive en el único edificio en la isla, un impresionante monasterio. Las dos islas, muy rocosas, no tienen mucha vegetación. El punto más alto se encuentra a 20 metros sobre el nivel del mar. No hay playas de arena en las islas.

## Historia y naturaleza

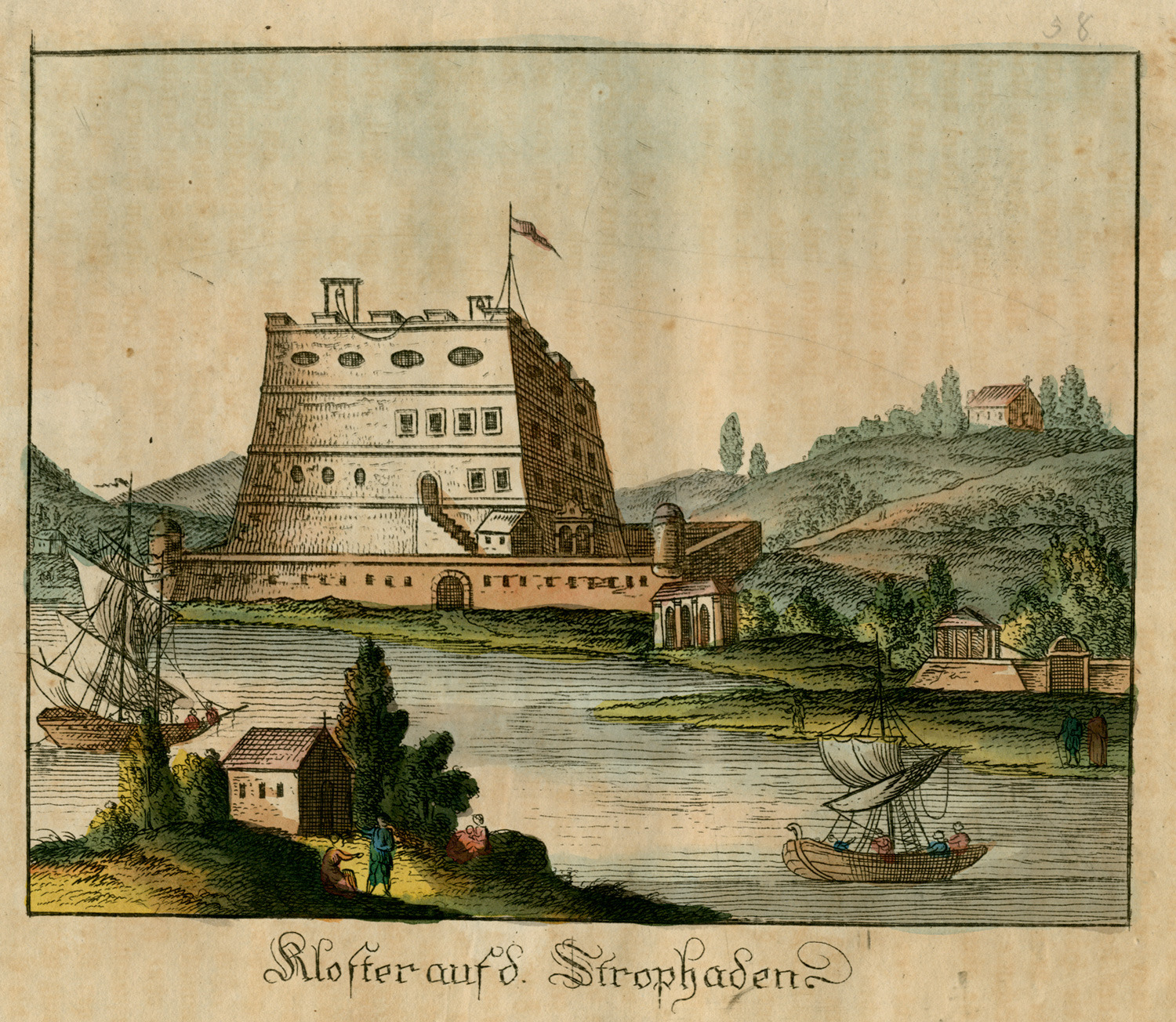
Monasterio de San Salvador en Stamfani

Las islas fueron habitadas durante muchos años por los monjes, que apreciaban su fertilidad, cultivando cítricos de todo tipo. El Monasterio de San Salvador fue construido en el siglo XIII y todavía se puede ver hoy en las islas. El inmenso monasterio fortificado incluye algunas salas de servicio, un molino de aceite y una pequeña iglesia dedicada a la Santísima Madre de Dios, construida por encargo de la princesa bizantina Irene Láscarina, hija de Teodoro I Láscaris, Emperador de Nicea, quien fue salvada de un naufragio en estas islas. Este monasterio es una fortaleza que ha resistido el paso del tiempo, la naturaleza y los piratas que lo asaltaron y saquearon muchas veces, pero ahora presenta los primeros signos de hundimiento con grietas y muros arruinados por el desgaste del tiempo. A los lados de la puerta de entrada hay dos cañones, un remanente del viejo equipo de defensa.
Debido a que las islas son una parada popular en el camino hacia y desde África de más de 1.200 especies de aves, está previsto por el Gobierno griego establecer una reserva natural marina aquí.
Las islas son conocidas en toda Grecia por su belleza natural. Las islas son de propiedad de la Iglesia Ortodoxa de Grecia, que prohibió la caza. Hay una gran presencia de aves, entre las que se pueden encontrar la Pardela cenicienta (Calonectris diomedea) y Paseriformes migratorias. También hay una gran migración primaveral de Tórtolas europeas (Streptopelia turtur). Las islas son ahora parte del parque nacional marino de Zakynthos y durante el período de protección no se puede visitar. Esto es supervisado por la administración de los parques nacionales y llevado a la práctica por la Guardia Costera.

## Las Estrófades en la cultura
Las islas Estrófades se identificaban con el lugar donde habitaban las harpías. En el tercer libro de la Eneida, Virgilio cuenta la historia del encuentro entre los troyanos que habían huido de su ciudad, bajo la guía de Eneas, y las harpías que no vieron bien su llegada. Celeno, la líder, de hecho, profetizó nuevas desgracias para Eneas y los suyos que terminaron huyendo asustados.
También son mencionadas en la Divina Comedia y aparecen en el capítulo 10 del quinto libro de Gargantúa y Pantagruel de Rabelais.
<< Ya han hecho las feas harpías sus nidos,
que persiguen a los troyanos desde las Estrófades
con una triste noticia de muerte inminente. >>
Dante Alighieri, Divina Comedia, Infierno - Canto 13 - versos 10-12 

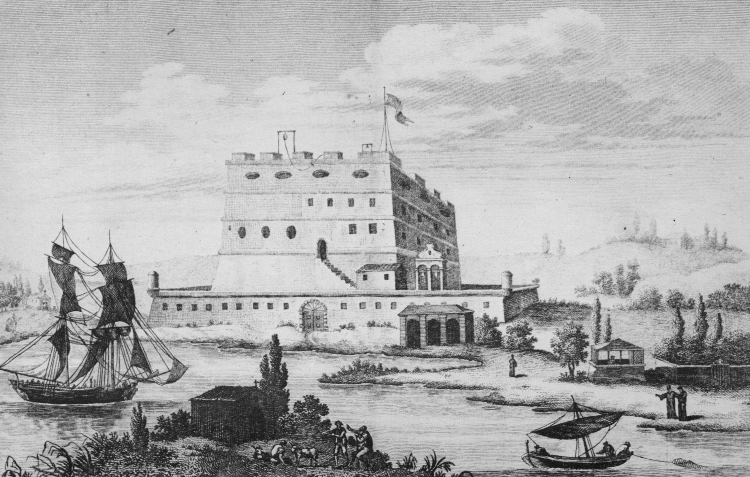
El Monasterio de San Salvador de Stamfani en un grabado en cobre por André Grasset de Saint-Sauveur, siglo XVIII

Según la leyenda, el nombre de las islas, que significa "islas del retorno", se refiere a Zetes y Calais, hijos de Bóreas, que viajaron con los Argonautas. Zetes y Calais rescataron a Fineo de las harpías y emprendieron la persecución de los monstruos, pero no las mataron a petición de la diosa del arco iris, Iris, quien les prometió que no volverían a molestar a Fineo. Las harpías fueron confinadas a las Estrófades por Iris pues querían volver a perseguir a los jóvenes.